# Gracilinanus microtarsus
Gracilinanus microtarsus, popularmente chamada cuíca-graciosa, cuíca, chichica, quaiquica e guaiquica é uma espécie de marsupial da família dos didelfiídeos (Didelphidae). Pode ser encontrada no Brasil e na Argentina (Missões). Incluía o táxon guahybae como subespécie, mas este foi elevado a espécie distinta no gênero Cryptonanus.

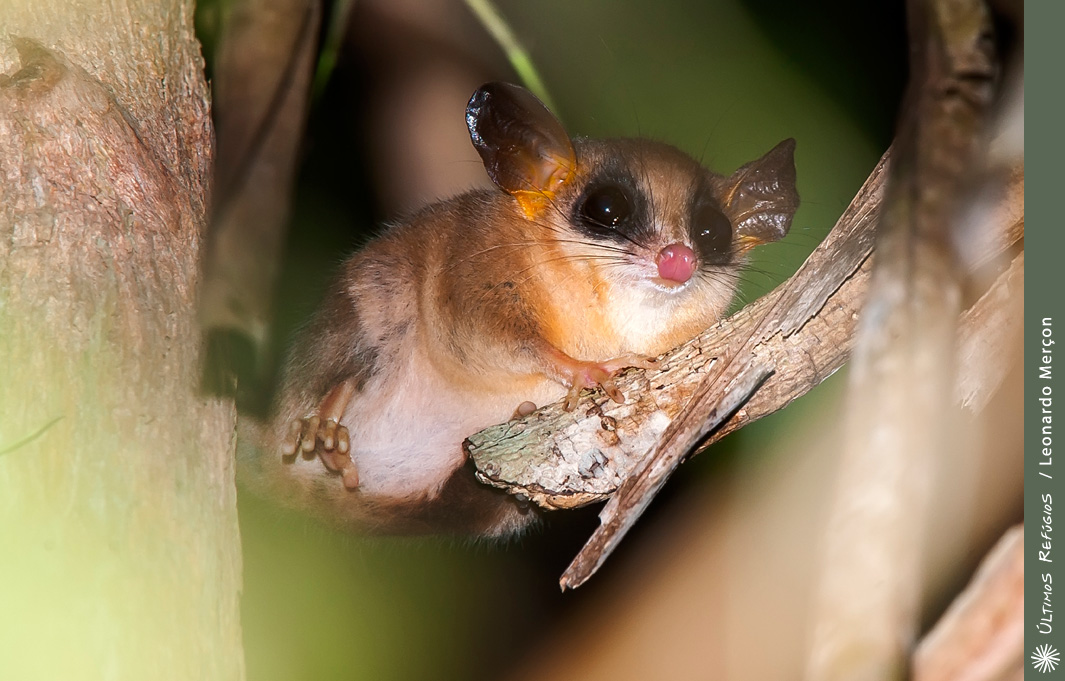
Gracilinanus microtarsus

## Etimologia
A designação popular cuíca advém do tupi *ku'ika, enquanto guaiquica do também tupi *wai-kuíka. Já a designação chichica tem origem desconhecida.

## Características
G. gracilinanus é um animal de porte pequeno, medindo da cabeça ao corpo de 81 a 129 milímetros, o comprimento da calda varia entre 131 e 167 milímetros e possui massa corporal de 12 a 52 gramas. Possuem uma larga faixa de pelos ao redor dos olhos, sua pelagem dorsal costuma ter uma cor marrom-acinzentada e sua pelagem ventral é constituída de pelos com base cinza e ápice creme, esses pelos se estendem do pescoço até o ânus. Possui cauda preênsil com diminutos pelos. Eles apresentam dimorfismo sexual, com os machos sendo maiores e mais pesados que as fêmeas. As fêmeas desse marsupial não apresentam marsúpio.

## Dieta
G. microtarsus foi classificado como insetívoro-onívoro. Foi investigada sua dieta na mata atlântica e no cerrado que sugere que primariamente ele é insetívoro e um forrageador oportunista. Em ambos os locais a alimentação é composta principalmente por insetos, como cupins, formigas, vespas, besouros, percevejos, baratas, grilos, gafanhotos, mariposas, dípteros, efemerides. Além de insetos, sua alimentação ainda comporta aranhas, caracóis e frutas (Solanum, Passiflora e Miconia). G. microtarsus é um importante dispersor de sementes de Araceae na Mata Atlântica.

## Ecologia e comportamento
G. microtarsus possuem um comportamento solitário, noturno, apresentam preferência significativa em estratos arbóreos. É encontrado em florestas de crescimento secundário ou habitat fragmentado. Frequentemente utiliza arvores ocas como abrigo, principalmente para formação de ninhos. Cada indivíduo habitando uma área residencial de 0,03 a 0,32 hectare (0,074 a 0,791 acre), dependendo do habitat. Os machos tendem a ter áreas residenciais maiores do que as fêmeas, provavelmente porque, sendo maiores, precisam de mais comida.

## Reprodução
G. microtarsus tem um padrão reprodutivo sazonal, o estro das fêmeas é sincronizado, com acasalamentos ocorrendo entre agosto e setembro. Foi observado que existe uma quantidade grande de fêmeas grávidas ou lactando entre setembro e dezembro, que corresponde a estação mais úmida no cerrado e na Mata Atlântica. Ninhadas de até doze jovens nascem durante a estação das chuvas, quando o alimento é abundante. A mãe não possui bolsa. São desmamados aos três meses de idade, entre novembro e dezembro. Os jovens estão totalmente crescidos, com uma dentição adulta, aos seis meses, atingindo a maturidade sexual um ano após o nascimento.

## Desenvolvimento
Seu padrão de erupção dentária segue a de outros didelfiídeos (Didelphidae), indivíduos jovens são aqueles que o primeiro ou segundo molar nascem, como sub-adultos quando o terceiro molar entra em erupção e adultos quando o quarto molar nasce. A espécie vive entre um e dois anos, sendo que existe uma grande taxa de mortalidade dos machos após a época de reprodução que geralmente vivem apenas um ano. A ocorrência dessas alta mortalidade dos machos confere à espécie o estatuto de semelparidade parcial, visto que o declínio dos machos não é total.

## Distribuição geográfica
G. microtarsus ocorre no sudeste e sul do Brasil nos estados de Minas Gerais, Espírito Santo, Rio de Janeiro, São Paulo, Paraná, Santa Catarina, Rio Grande do Sul e possivelmente em Missões, na Argentina.

## Conservação
Uma avaliação de 2008 não encontrou grande ameaças a esta espécie, uma tolerância para a modificação do habitat, e grandes populações. Portanto, G. microtarsus é classificado como de menor preocupação por a União Internacional para a Conservação da Natureza e Recursos naturais.